# Ченцы (Кашинский район)
Ченцы — деревня в Кашинском районе Тверской области. Входит в состав Булатовского сельского поселения (до 2006 года входило в состав Леушинского сельского округа).
Находится в 18 км к юго-западу от Кашина, на правом берегу реки Медведица.

## Население
По данным переписи 2002 года население — 37 жителей, 14 мужчин, 23 женщины.

В 2008 году постоянных жителей — 15 человек. Кроме того много дачников.

## История
По данным 1859 года казённая деревня Ченцы, имеет 523 жителя при 75 дворах. Во второй половине XIX — начале XX века деревня относилась к Потуповской волости Кашинского уезда и была в приходе Преображенской церкви погоста Спас-Ченцы Корчевского уезда (ныне на территории соседнего Кимрского района).